# Paraglenurus lotzi
Paraglenurus lotzi is een insect uit de familie van de mierenleeuwen (Myrmeleontidae), die tot de orde netvleugeligen (Neuroptera) behoort. 
Paraglenurus lotzi is voor het eerst wetenschappelijk beschreven door Miller & Stange in Miller et al. in 1999.